# Dziki Warszawa
O Dziki Warszawa Spółka Akcyjna, conhecido simplesmente por Dziki Warszawa (em português:  "Javalis selvagens"), é um clube profissional de basquetebol fundado em 2017 que atualmente disputa a OBL (Polônia) e em nível regional a ENBL. que manda seus jogos na Hala Koło  com capacidade para 1.500 torcedores.  

## História
A equipe foi fundada com base no MKS Mos Ochota, clube que atua com categorias de base na cidade de Varsóvia, em 2017 herdando vaga na 3.liga (equivalente à quarta divisão polonesa). Já na temporada 2017-18 da 2.Liga lutou contra o rebaixamento e na temporada 2018-19 alcançou os Playoffs, mas foi derrotado nas oitavas de finais. O início da ascensão do Dziki deu-se com o título do Grupo B da 2.Liga de 2019-20 e a promoção para a I.Liga (equivalente à segunda divisão).
Disputando a segunda divisão nacional, o Dziki precisou passar por um período de adaptação e em sua temporada debutante alcançou a 11ª colocação com 13 vitórias e 17 derrotas, Sua primeira disputa de Playoffs da I.liga deu-se na temporada 2021-22 quando ao terminar a temporada regular como 8º colocado enfrentou o Czarni Słupsk, que havia sido primeiro colocado na primeira fase e viria a sagrar-se campeão da I.Liga ao término da competição.
A consagração, promoção ao escalão principal do basquetebol polonês e seu segundo título vieram na temporada 2022-23, após uma segunda colocação na temporada regular e uma campanha quase perfeita nos Playoffs, quando venceram 9 de 10 jogos disputados.

### Histórico de temporadas
| Temporada | Nível | Liga    | Pos. | V/D   | PL  | Resultado         | Copa da Polônia   | Supercopa | Competições europeias      | Competições europeias      |
| --------- | ----- | ------- | ---- | ----- | --- | ----------------- | ----------------- | --------- | -------------------------- | -------------------------- |
| 2017–18   | 3     | Liga II | 11º  | 8-16  |     |                   |                   |           |                            |                            |
| 2018–19   | 3     | Liga II | 6º   | 15-11 | 0-3 | Oitavas de finais |                   |           |                            |                            |
| 2019–20   | 3     | Liga II | 1º   | 21-2  |     | Promovido         |                   |           |                            |                            |
| 2020–21   | 2     | Liga I  | 11º  | 13-17 |     |                   |                   |           |                            |                            |
| 2021–22   | 2     | Liga I  | 8º   | 17-15 | 2-3 | Quartas de finais |                   |           |                            |                            |
| 2022–23   | 2     | Liga I  | 2º   | 26-8  | 9-1 | PromovidoCampeão  |                   |           |                            |                            |
| 2023–24   | 1     | PLK     | 10º  | 16-14 |     |                   |                   |           |                            |                            |
| 2024–25   | 1     | PLK     | 10º  | 13-17 | 0-1 | Play-ins          | Quartas de finais |           | R ENBL - Terceiro colocado | R ENBL - Terceiro colocado |

### Títulos
Segunda divisão polonesa - Liga I
- Campeão (1): 2022-23

Liga Norte Europeia - ENBL
- Medalha de Bronze (1): 2024-25